# Madrona (Segovia)
Madrona es una localidad española perteneciente al municipio de Segovia, en la provincia de Segovia, comunidad autónoma de Castilla y León. En 2022 contaba con 444 habitantes.
Las localidades de Torredondo y Perogordo pertenecen desde 1857 a Madrona, cuando era municipio.

## Historia

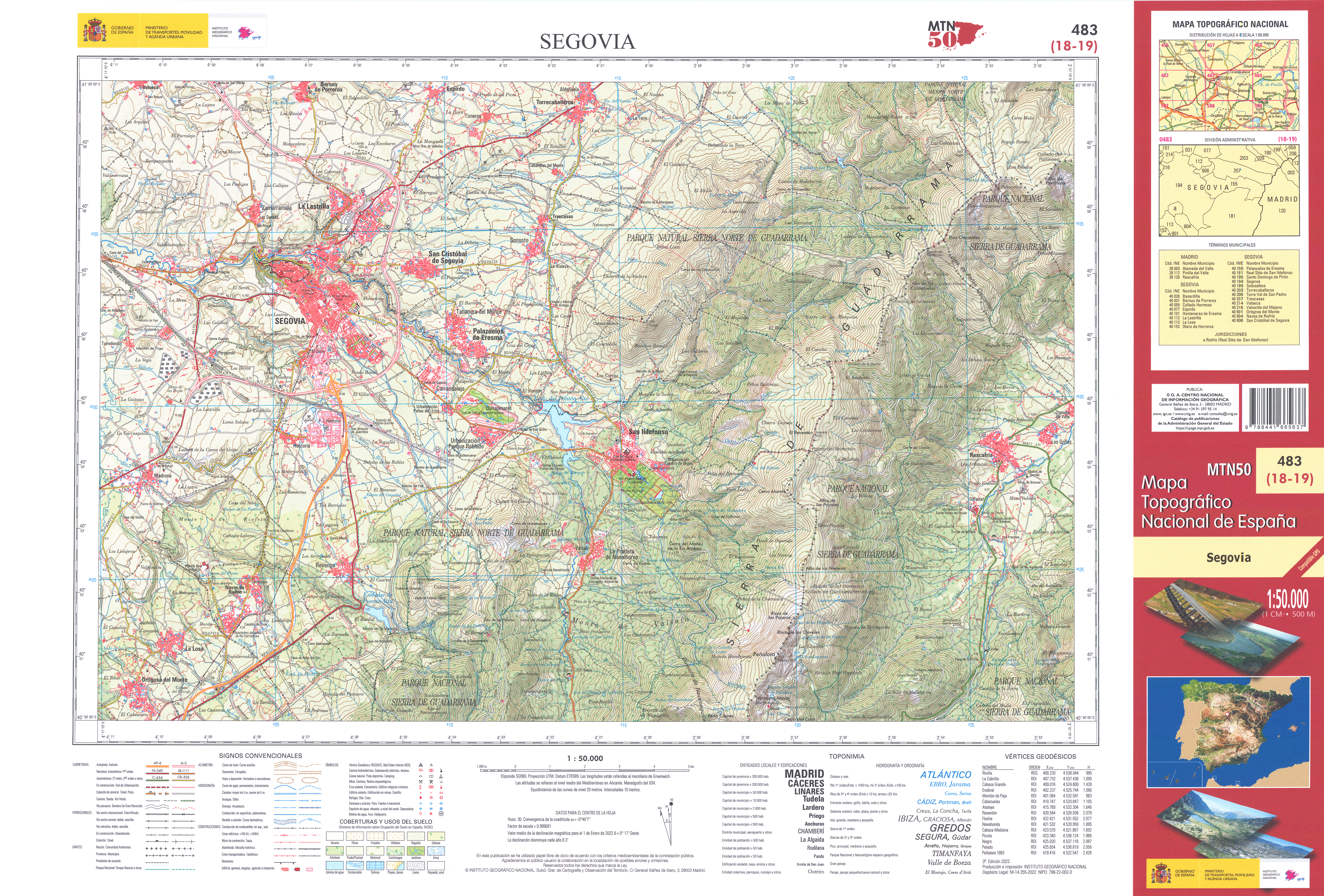
Fragmento de la hoja 483 del Mapa Topográfico Nacional de España de 2022 en el que se representa la localidad de Madrona

La primera vez que se conoce una mención de Madrona con este nombre corresponde a un documento eclesiástico del Archivo Catedralicio de Segovia, que data del 1 de junio de 1247, como consecuencia de las relaciones de préstamo efectuadas por la mesa episcopal y por la de los canónigos a los colonos que trabajan las tierras propiedad de la Iglesia.
Perteneció al Sexmo de San Millán de la Comunidad de ciudad y tierra de Segovia.

En 1857 se le anejó la localidad de Perogordo con Torredondo ya entonces según el Diccionario de Madoz un barrio anejo de Perogordo, poco después en 1906, las Ordenanzas Municipales del distrito de Madrona claman en su artículo 1:
El Distrito municipal de Madrona se compone de este pueblo, que es la matriz, donde están sitas las dependencias municipales, y los barrios de Perogordo, Torredondo y casas agrícolas de Ventilla, Abadejos, Rumbona, Paredones, Escobar, Sotillo y Valsequilla.

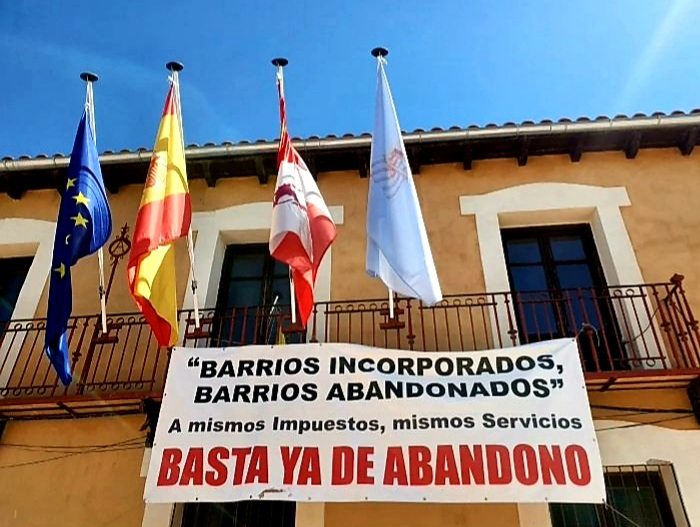
Cartel colocado en Madrona colocado por la asociación de vecinos

En 1971 dejó de ser independiente, anejándose unilateralmente como pedanía al municipio Segovia para aumentar su población. A diferencia del también incorporado antiguo municipio de Revenga, a Madrona no se le concedió ser una entidad local menor, población con un mayor grado de autogestión. Las asociaciones de vecinos de la localidad protestan reiteradamente a favor de la recuperación del municipio, iniciativa frenada por la poca población de la localidad. Entre sus reivindicaciones están el recibir menos servicios pagando los mismos impuestos que la capital y la falta de ayuda para fijar población.

## Demografía
La localidad, que tiene una superficie de 45,21 km², cuenta según el padrón local para 2022 del INE con 444 habitantes y una densidad de 9,58 hab./km².
| Gráfica de evolución demográfica de Madrona entre 1828 y 2022 |
| |
| Población según el Diccionario geográfico-estadístico de España y Portugal de Sebastián Miñano. Población de derecho (1842-1991, excepto 1857 y 1860 que es población de hecho) o población residente (2001-2011) según los censos de población desde 1842 En el censo de 1857 la población crece porque se incorporan Perogordo y Torredondo Entre el censo de 2000 y el anterior este municipio desaparece porque se integra en Segovia y no se ofrecen datos Población según el padrón municipal de 2021 del INE. |

## Economía
Dedicada principalmente a la ganadería, construcción y servicios. También actúa como ciudad dormitorio de Segovia.

## Cultura

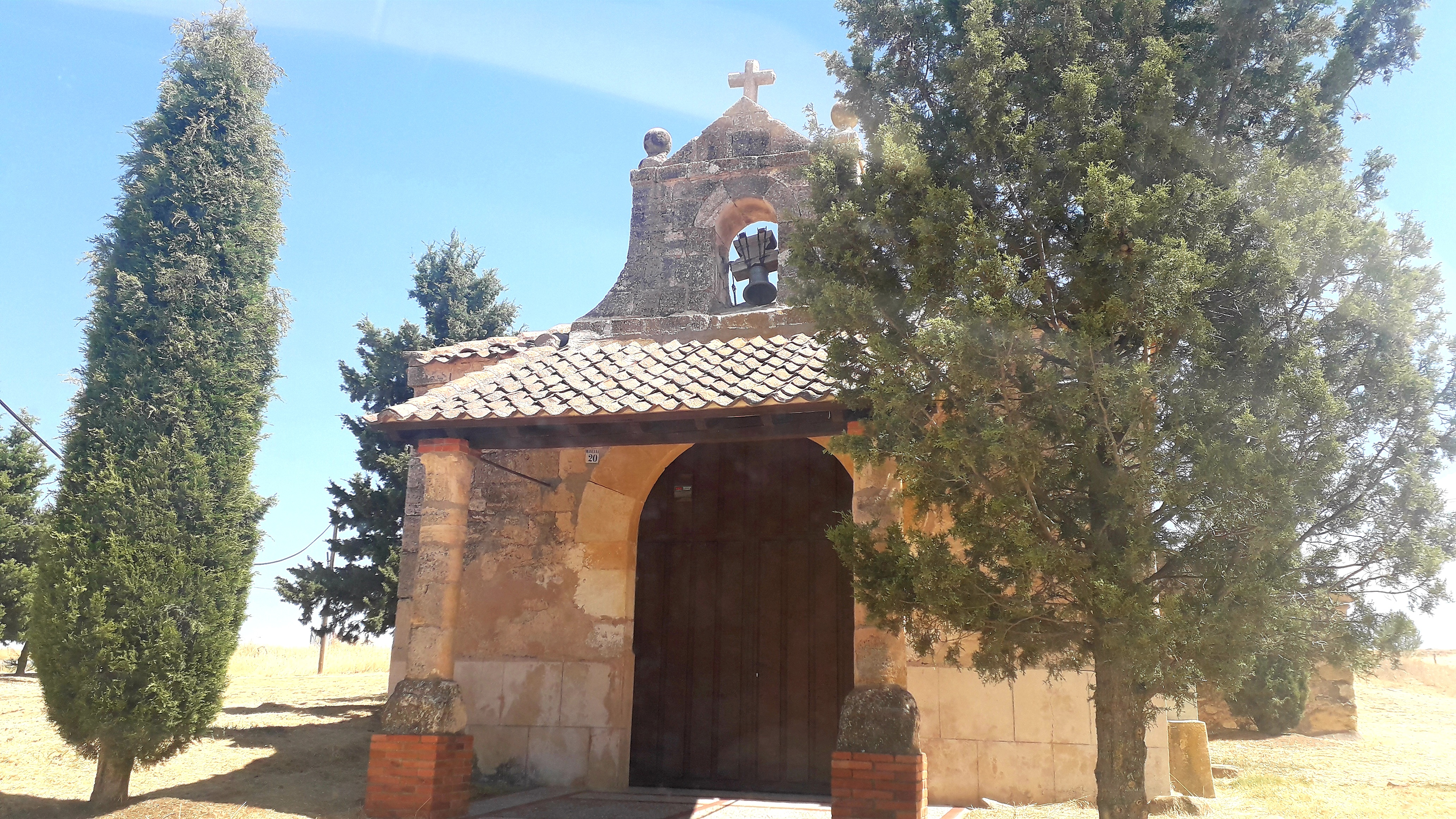
Ermita del Cristo de La Salud

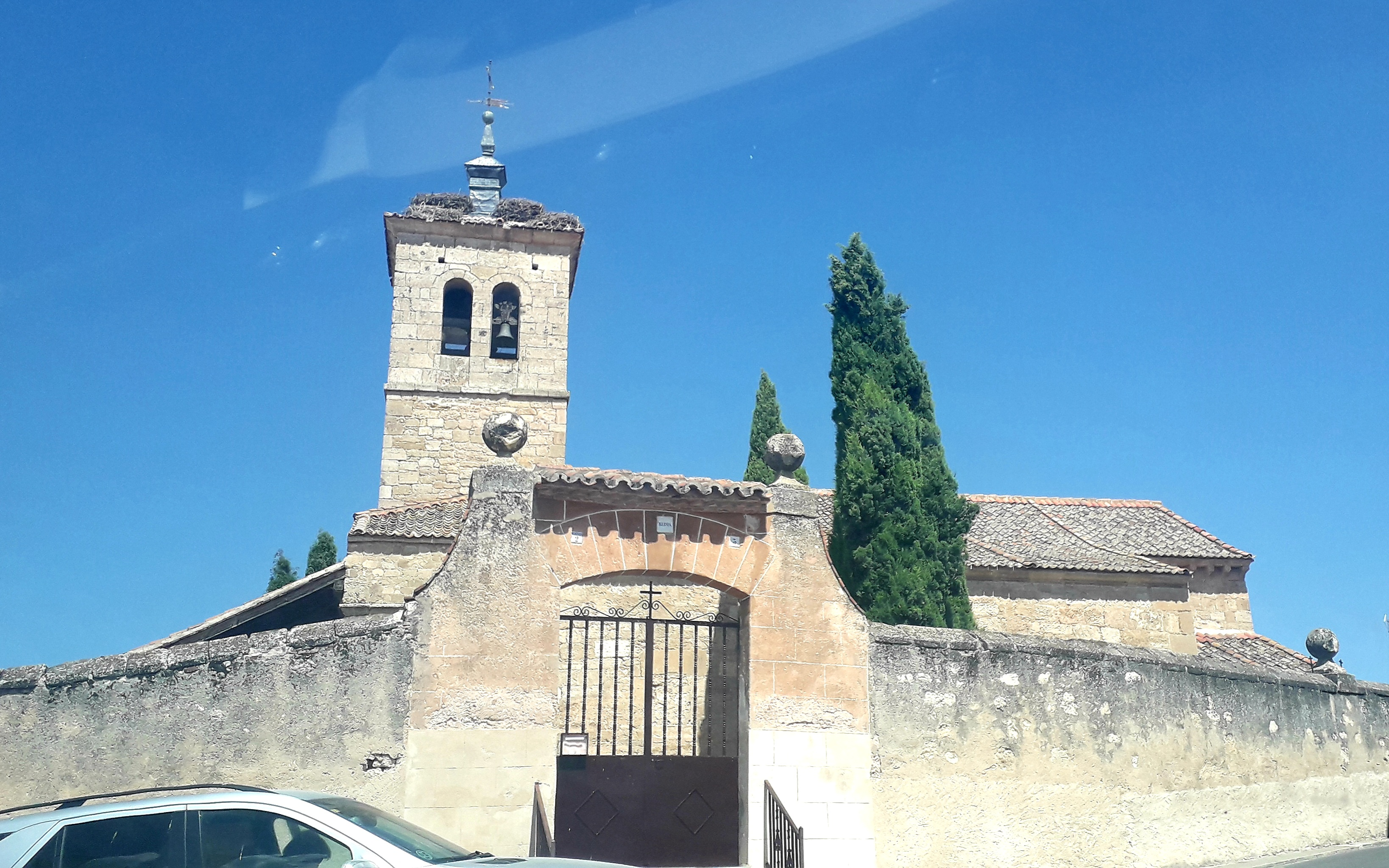
Iglesia de Nuestra Señora de la Cerca

### Patrimonio
- Iglesia románica de San Pedro de Madrona con partes desde góticas a barrocas y mudéjares;
- Ermita románica del Cristo de la Salud con una imagen de este santo del siglo XIV;
- Puentes de Torredondo y Perogordo.

Yacimiento visigodo
El yacimiento visigodo de la cuesta de la Alamilla fue descubierto y excavado oficialmente en sucesivas campañas en la década de 1950. La necrópolis de Madrona, está clasificada como la segunda más valiosa de España tras la de Duratón. Su transcendencia se debe no sólo al número de sepulturas estudiadas, unas 350, y al material de ellas obtenido, sino a las muchas que aún esperan intactas en esta zona. Las sepulturas de esa época están cargadas de información, aunque aún se mantiene como un arcano la ubicación de las ciudades y pueblos de los visigodos incluida la de Madrona. No se sabe con certeza el lugar donde residían, aunque sí se da por seguro que el poblado apenas dista doscientos metros de su necrópolis, como también se da por seguro que no ocuparon las construcciones de la villa romana.

### Fiestas
- Fiesta de las mujeres aguederas el último domingo de enero;
- Santa Águeda, el primer domingo de febrero con bailes y trajes típicos;
- Función del Cristo el último domingo de agosto. Procesión con la imagen por las calles del pueblo, al son de la jota, bailes típicos con dulzainas y recorrido de peñas con charanga de la localidad;
- San Antonio (13 de junio) de la cofradía de este santo;
- Fiesta de las mozas el último domingo de mayo;
- Fiesta de los mozos dedicada a la Virgen del Rosario.[13]